# Tour de France 2007/9. Etappe
| Ergebnis der 9. Etappe            | Ergebnis der 9. Etappe | Ergebnis der 9. Etappe  |
| --------------------------------- | ---------------------- | ----------------------- |
| Etappe 9                          |                        |                         |
| Etappensieger                     | Mauricio Soler         | 4:14:24 h (37,618 km/h) |
| Zweiter                           | Alejandro Valverde     | + 0:38 min              |
| Dritter                           | Cadel Evans            | gl. Zeit                |
| Vierter                           | Alberto Contador       | + 0:40 min              |
| Fünfter                           | Iban Mayo              | + 0:42 min              |
| Sechster                          | Michael Rasmussen      | gl. Zeit                |
| Siebter                           | Levi Leipheimer        | gl. Zeit                |
| Achter                            | Kim Kirchen            | + 0:46 min              |
| Neunter                           | Andreas Klöden         | gl. Zeit                |
| Zehnter                           | Carlos Sastre          | gl. Zeit                |
| Kämpferischster Fahrer            | Jaroslaw Popowytsch    | Jaroslaw Popowytsch     |
| Zwischenstände nach der 9. Etappe |                        |                         |
| Gelbes Trikot                     | Michael Rasmussen      | 43:52:48 h              |
| Zweiter                           | Alejandro Valverde     | + 2:35 min              |
| Dritter                           | Iban Mayo              | + 2:39 min              |
| Grünes Trikot                     | Tom Boonen             | 147 P.                  |
| Zweiter                           | Erik Zabel             | 134 P.                  |
| Dritter                           | Robert Hunter          | 103 P.                  |
| Gepunktetes Trikot                | Michael Rasmussen      | 98 P.                   |
| Zweiter                           | Mauricio Soler         | 79 P.                   |
| Dritter                           | Jaroslaw Popowytsch    | 69 P.                   |
| Weißes Trikot                     | Alberto Contador       | 43:55:56 h              |
| Zweiter                           | Linus Gerdemann        | + 3:37 min              |
| Dritter                           | Mauricio Soler         | + 3:41 min              |
| Teamwertung                       | Caisse d'Epargne       | 131:52:51 h             |
| Zweiter                           | Discovery Channel      | + 0:06 min              |
| Dritter                           | Team Astana            | + 3:02 min              |

Die 9. Etappe der Tour de France 2007 am 17. Juli war 159,5 Kilometer lang und führte die Fahrer, nach dem ersten von zwei Ruhetagen am Vortag, von Val-d’Isère südwestwärts durch die südöstliche Region Rhône-Alpes, im Einzelnen durch die Départements Savoie und Hautes-Alpes, nach Briançon in die Region Provence-Alpes-Côte d’Azur. Die dritte Bergetappe war mit ihren 159,5 km eines der kürzesten Teilstücke der Tour, aber sie wies insgesamt drei Bergwertungen auf, darunter, mit dem Col de l’Iseran und dem Col du Galibier, zwei Berge der höchsten Kategorie (HC) und galt als „Königsetappe“ der Alpen-Durchfahrt.
Die Etappe begann im Startort Val-d’Isère gleich mit dem 15 Kilometer langen Anstieg zum Col de l’Iseran, in dem sich nach drei gefahrenen Kilometern der Spanier José Luis Arrieta vom Peloton löste. Wenig später nahm Jaroslaw Popowytsch die Verfolgung auf und schloss bei Rennkilometer 6,5 zu dem vorausfahrenden Arrieta auf. Der Spanier konnte bereits nach kurzer Zeit dem Tempo des Ukrainers Popowytsch nicht mehr folgen und musste diesen davon ziehen lassen. Währenddessen formierte sich hinter Popowytsch eine dreiköpfige Verfolgergruppe, bestehend aus Wladimir Gussew, Mauricio Soler und Laurent Lefèvre, mit knappem Vorsprung auf das Hauptfeld. Popowytsch erreichte das „Dach der Tour“ auf einer Höhe von 2.770 Metern mit 45 Sekunden Vorsprung auf seinen Teamkollegen Gussew, der sich inzwischen von seinen zwei Mitstreitern abgesetzt hatte und den Gipfel zehn Sekunden vor dem großen Feld erreichte.
In der sich anschließenden Abfahrt schlossen zunächst Benoît Vaugrenard und José Iván Gutiérrez und wenig später auch Mikel Astarloza und Stef Clement zu Gussew auf. Durch die gemeinsame Tempoarbeit holten sie in der Folge auch den an der Spitze liegenden Solisten ein und bildeten eine sechsköpfige Spitzengruppe, die ihren Vorsprung von zunächst etwa einer Minute im flachen Überführungsstück bis zum Fuß des Col du Télégraphe auf etwa 3:30 Minuten ausbaute.
Im Anstieg zum Col du Télégraphe fielen zuerst Clement und Vaugrenard aus der Spitzengruppe zurück, nachdem Gussew und wenig später Astarloza das Tempo forciert hatten. Alsbald lag Astarloza allein in Führung und erreichte mit einem Vorsprung von 20 Sekunden auf vier seiner fünf ehemaligen Mitstreiter den Gipfel. Dahinter folgte das Hauptfeld, das einen Rückstand von etwa 3:10 Minuten hatte, wobei sich mit dem zwischenzeitlich wieder ausgerissenen Soler und dem zurückgefallenen Vaugrenard noch zwei Fahrer zwischen der vierköpfigen Verfolgergruppe und dem Hauptfeld befanden.
Nach einer kurzen Abfahrt folgte direkt im Anschluss der Aufstieg zum Col du Galibier, nach dem Col de l’Iseran mit 2.645 Metern der zweithöchste Gipfel der Rundfahrt in diesem Jahr. Dort holten die Verfolger Astarloza bereits am Beginn der Steigung ein, wobei Clement den Anschluss erneut verloren hatte, später jedoch wieder hinzustieß. Nachdem der ausgerissene Kolumbianer Soler die Führungsgruppe eingeholt und auch überholt hatte, fielen bis auf Popowytsch alle anderen Fahrer zurück. Wenig später konnte auch der Ukrainer nicht mehr folgen, da Soler das Tempo noch einmal erhöht hatte. Unterdessen griff im Hauptfeld Alejandro Valverde an, dem lediglich etwa 14 Fahrer folgen konnten. Alexander Winokurow, Fränk Schleck, Óscar Pereiro und Linus Gerdemann befanden sich zu diesem Zeitpunkt nicht mehr in der Gruppe. Nach weiteren Attacken von Alejandro Valverde und Cadel Evans verblieben elf Fahrer in der Gruppe, die sich neben Valverde und Evans aus Michael Rasmussen, Andreas Klöden, Iban Mayo, Juan José Cobo, Christophe Moreau, Kim Kirchen, Alberto Contador, Carlos Sastre und Levi Leipheimer zusammensetzte. Ein weiterer Angriff von Contador führte dazu, dass lediglich Evans in der Lage war, dem jungen Spanier Contador zu folgen. Dahinter fuhren die restlichen neun Fahrer. Evans musste nach kurzer Zeit seinem Tempo Tribut zollen und ließ Contador ziehen. Trotz des hohen Tempos der Favoriten auf den Gesamtsieg erreichte Soler den Kulminationspunkt mit 2:05 Minuten Vorsprung auf Contador und Popowytsch, zu dem er inzwischen aufgeschlossen hatte, und 3:10 Minuten Vorsprung auf die Gruppe um das Gelbe Trikot und begab sich in die 33 Kilometer lange Abfahrt über den Col du Lautaret nach Briançon.
Noch vor dem Ortseingang von Briançon zerfiel die Favoritengruppe, die in der Abfahrt auf elf Fahrer angewachsen war, nach der Unachtsamkeit eines Fahrers kurzzeitig in zwei Teile. Der vordere Teil holte daraufhin sechs Kilometer vor dem Ziel das Verfolgerduo um Popowytsch und Contador ein. Am Ortseingang 4,5 Kilometer vor dem Ziel betrug der Vorsprung Solers nur noch knapp eine Minute auf die erste Verfolgergruppe, die wenige hundert Meter später von der zweiten Gruppe wieder gestellt wurde. Am letzten kleinen Anstieg, der 1,3 Kilometer vor der Ziellinie begann, holten die Verfolger noch einmal kräftig auf, konnten dem Kolumbianer Mauricio Soler seinen ersten Tour-Sieg jedoch nicht mehr entreißen. Auf den weiteren Plätzen folgten Alejandro Valverde und Cadel Evans mit 38 Sekunden Rückstand sowie kurz dahinter die weiteren Fahrer der Gruppe. Der große Verlierer der Etappe war der Kasache Alexander Winokurow, der das Ziel in einer größeren Gruppe 3:24 Minuten nach dem Etappensieger erreichte und die Kapitänsrolle an seinen Astana-Teamkollegen Andreas Klöden abtreten musste.
Der Däne Michael Rasmussen behielt in der Gesamtwertung, sowie in der Bergwertung, die Führung. Ebenso blieb Tom Boonen in der Sprintwertung an der Spitze. Alberto Contador, der das Ziel als Tagesvierter erreicht hatte, übernahm die Führung in der Nachwuchswertung. In der Mannschaftswertung setzte sich die spanische Caisse-d'Epargne-Mannschaft an die erste Position mit nur sechs Sekunden Vorsprung auf Discovery Channel.
Begleitet wurde die Etappe vom französischen Staatspräsidenten Nicolas Sarkozy, der das Rennen im Fahrzeug von Tour-Direktor Christian Prudhomme verfolgte.

## Aufgaben
- 29 Patrik Sinkewitz – vor dem Start der Etappe, Mittelgesichtsfraktur nach Kollision mit einem Zuschauer nach dem Zieleinlauf der 8. Etappe

## Zwischensprints
1. Zwischensprint in Le Villaron (Bessans) (Kilometer 33,5) (1740 m ü. NN)
| Erster  | Jaroslaw Popowytsch | 6 P. und 6 s |
| Zweiter | José Iván Gutiérrez | 4 P. und 4 s |
| Dritter | Stef Clement        | 2 P. und 2 s |

2. Zwischensprint in Bramans (Kilometer 60) (1235 m ü. NN)
| Erster  | Mikel Astarloza     | 6 P. und 6 s |
| Zweiter | Wladimir Gussew     | 4 P. und 4 s |
| Dritter | José Iván Gutiérrez | 2 P. und 2 s |

## Bergwertungen
Col de l’Iseran, Kategorie HC (Kilometer 15) (2764 m ü. NN; 15,0 km à 6,0 %)
| Erster   | Jaroslaw Popowytsch | 20 P. |
| Zweiter  | Laurent Lefèvre     | 18 P. |
| Dritter  | Mauricio Soler      | 16 P. |
| Vierter  | Anthony Charteau    | 14 P. |
| Fünfter  | Mikel Astarloza     | 12 P. |
| Sechster | Wladimir Gussew     | 10 P. |
| Siebter  | Francisco Pérez     | 8 P.  |
| Achter   | Christophe Moreau   | 7 P.  |
| Neunter  | Stef Clement        | 6 P.  |
| Zehnter  | Denis Menschow      | 5 P.  |

Col du Télégraphe, Kategorie 1 (Kilometer 99,5) (1566 m ü. NN; 12,0 km à 6,7 %) 
| Erster   | Mikel Astarloza     | 15 P. |
| Zweiter  | Jaroslaw Popowytsch | 13 P. |
| Dritter  | Stef Clement        | 11 P. |
| Vierter  | José Iván Gutiérrez | 9 P.  |
| Fünfter  | Wladimir Gussew     | 8 P.  |
| Sechster | Mauricio Soler      | 7 P.  |
| Siebter  | Benoît Vaugrenard   | 6 P.  |
| Achter   | Laurent Lefèvre     | 5 P.  |

Col du Galibier, Kategorie HC (Kilometer 122) (2645 m ü. NN; 17,5 km à 6,9 %)
| Erster   | Mauricio Soler      | 40 P. |
| Zweiter  | Jaroslaw Popowytsch | 36 P. |
| Dritter  | Alberto Contador    | 32 P. |
| Vierter  | Cadel Evans         | 28 P. |
| Fünfter  | Mikel Astarloza     | 24 P. |
| Sechster | Alejandro Valverde  | 20 P. |
| Siebter  | Michael Rasmussen   | 16 P. |
| Achter   | Christophe Moreau   | 14 P. |
| Neunter  | Andreas Klöden      | 12 P. |
| Zehnter  | Juan José Cobo      | 10 P. |

*Die Punkte der Bergwertung werden verdoppelt, wenn der letzte Pass der Etappe der Kategorie HC, 1 oder 2 entspricht.